# Fedor Linde
 (mars 2012).
Pour les articles homonymes, voir Linde.
Fedor Linde (1881-1917) est un soldat russe qui fut un des acteurs de la révolution de février 1917, à Petrograd, initiant la mutinerie de son régiment pour participer aux manifestations contre le pouvoir tsariste. Il soutint le gouvernement provisoire et la  continuation de la guerre contre les Empires centraux, se distinguant des bolcheviks qui réclamaient une paix immédiate, sans indemnité et sans annexion.

## Un révolutionnaire précoce
Fedor Linde est le fils d'un pharmacien allemand et d'une paysanne polonaise, qui a grandi dans une petite ferme près de Saint-Pétersbourg. Sa mère tenait une auberge connue des révolutionnaires, qui venaient s'y réfugier, pour échapper à la police tsariste. C'est comme cela que le jeune Fedor, au contact de ces pensionnaires, entra dans le mouvement révolutionnaire. En 1899, il entra à la faculté de mathématiques de Saint-Pétersbourg et devint vite le leader de la contestation étudiante. Au cours de la révolution de 1905, il organisa les étudiants en une légion universitaire pour faire de la propagande auprès des ouvriers. Il fut alors arrêté et emprisonné, puis, s'exila en Europe. Il dut attendre 1913 et l'amnistie marquant le tricentenaire des Romanov pour être autoriser à regagner la Russie.

## Un acteur méconnu de la Révolution de février 1917
Pendant la Première guerre mondiale, mobilisé dans le régiment de Finlande, il fut rapidement nommé sergent pour des faits de bravoure. En février 1917, Linde, qui était avec son régiment en garnison à Petrograd, participa aux journées de février 1917, qui firent tomber le régime tsariste, en mobilisant les soldats de son régiment contre la police et les cosaques, qui réprimaient les manifestants. La mutinerie de son régiment, qui en entraîna d'autres, transforma les manifestations contre le pouvoir tsariste en une véritable révolution, la Révolution de février, alliance du peuple de Petrograd et des soldats de la garnison.
Élu par son régiment de Finlande pour le représenter au Soviet de Petrograd, il prit le commandement de la garde du Palais de Tauride, où siégeait le soviet.
En avril 1917, des milliers d'ouvriers et de soldats descendirent dans les rues de Petrograd pour manifester contre le gouvernement provisoire de Gueorgui Lvov, qui voulait continuer la guerre. Linde avait entraîné un bataillon du régiment de Finlande dans la manifestation car il se disait révolté par la note du Ministre des Affaires Étrangères, le chef du Parti constitutionnel démocratique, Pavel Milioukov, qui avait certifié aux Alliés que la Russie allait continuer la guerre jusqu'à la victoire, tout le contraire de son acceptation du plan de paix du Soviet de Petrograd, énoncé en mars 1917. Mais l'exécutif du Soviet désavoua l'action de Linde, n'étant pas prêt à assumer tout seul le pouvoir et demandant aux ouvriers et aux soldats de soutenir le gouvernement provisoire. Seuls les bolcheviks et les anarchistes avaient encouragé la manifestation, et la presse de droite dénonça Linde comme un bolchevik qui avait essayé de fomenter un coup de force. Pour éloigner ce gêneur idéaliste de la capitale, le gouvernement provisoire le nomma Commissaire de l'armée spéciale du Front Ouest, fonction que le soviet de Petrograd avait créé le 19 mars 1917. Ils étaient censés adoucir les relations entre les officiers et les comités de soldats, qui avaient été créés par l'Ordre no 1, émis par le soviet, le 1er mars 1917.

## Commissaire sur le front, assassiné par des soldats
A son arrivée sur le front, Linde y trouva une situation chaotique, avec des déserteurs qui faisaient régner la terreur et des soldats qui ne voulaient plus se battre. Confiant dans son charisme et dans sa légitimité révolutionnaire, il se mit à l'idée de persuader les soldats démobilisés de repartir au combat. Il devint rapidement une sorte de légende, mobilisant les énergies défaillantes et ramenant un semblant d'ordre dans le laxisme ambiant. Pour lui, combattre les puissances centrales, c'était sauver les acquis de la révolution de Février.
Un après-midi d'août, il marcha seul vers un camp de déserteurs, alors que des cosaques encerclaient le bivouac rebelle. Là, des soldats bolchevisés le virent arriver d'un mauvais œil. Linde ne se démonta pas, et commença à haranguer les soldats sur leur devoir militaire. Un soldat, s'approchant de lui, le frappa à la tempe, un second l'acheva d'un coup de fusil. La fureur des soldats les fit ensuite s'attaquer aux cosaques, qui battirent en retraite. Le corps de Linde fut ramené à Petrograd, « où il fut inhumé en héros ».